# 赫利博达里夫卡市镇
赫利博达里夫卡市镇（羅馬化：Khlibodarivska selyshchna hromada）是乌克兰顿涅茨克州沃尔诺瓦哈区的一个市镇，行政中心为赫利博达里夫卡。市镇面积为662.2平方公里，人口数量为12,206人（2020年）。

## 居民点
该市镇包括27个居民点：26个村庄和1个村居民点。